# Madona de Toruń
La Madona de Toruń (en polaco: Madonna z Torunia) era una escultura de la Virgen María con el Niño Jesús. Una de las imágenes marianas de mayor valor artístico realizadas entre los siglos xiv y xv, la misma se encuadraba en el género de las bellas Madonas, un tipo iconográfico formado hacia 1400.
Antes de la Segunda Guerra Mundial, la escultura recibía culto en la antigua Iglesia de San Juan Bautista y San Juan Evangelista, hoy sede de la catedral de la diócesis de Toruń. Poco antes del fin del conflicto, la Madona fue robada y probablemente sacada del país por los alemanes, si bien la base original de la talla, una ménsula con el busto de Moisés, aún se conserva. En el lugar que antes ocupaba la imagen se instaló una reproducción elaborada en 1956 por el escultor Witold Marciniak.

## Historia
Situada en la parte sur del Estado Teutónico, Toruń se convirtió en el siglo xiv en un gran centro de producción artística. El patrocinio del arte fue posible gracias a la creciente clase burguesa, la cual encargó a un artista anónimo (conocido en la literatura como el Maestro de la Bella Madona de Toruń) la elaboración hacia 1390 de una talla de la Virgen con el Niño para ser emplazada, probablemente, en la iglesia franciscana de la Virgen María, en el casco antiguo, si bien la imagen sería trasladada en fecha desconocida a la Iglesia de San Juan Bautista y San Juan Evangelista. Las fuentes mencionan por vez primera a la Madona de Toruń en 1650, figurando posteriormente la estatua en documentos fechados en los años 1667-1672 con motivo de la visita de Andrzej Olszowski, obispo de Chełmno. Canon Strzesz menciona la talla como parte de un retablo ubicado en la pared este del pasillo norte (donde hoy se halla la copia elaborada por Marciniak).
En 1921, Jan Rutkowski realizó una intervención en la escultura, eliminando los repintes posteriores y dejando al descubierto restos de policromía medieval. Por su parte, en 1942 varios restauradores alemanes renovaron la escultura reparando los desperfectos, mientras que en 1944 la Madona fue retirada de su ménsula y conducida a un depósito de conservación ubicado en Grębocin. Por temor a la proximidad del Ejército Rojo, la imagen fue llevada a un lugar desconocido, probablemente a Alemania. En 1956, Marciniak elaboró una reproducción fiel de la Madona y la instaló en la ménsula original.

## Descripción

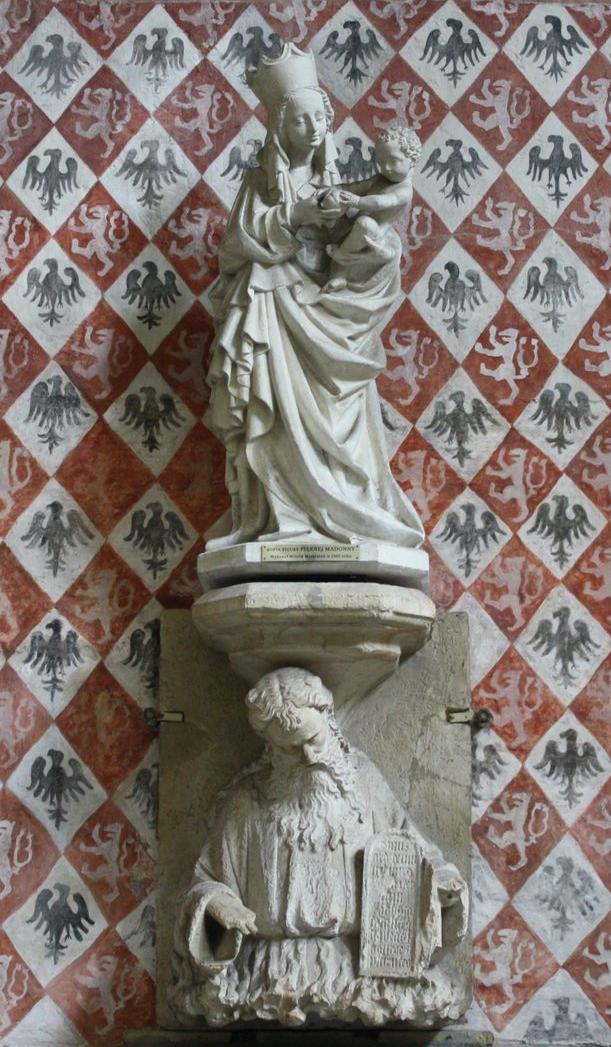
Réplica de la Madona de Toruń sobre la ménsula original, por Witold Marciniak (1956).

La Madona de Toruń era una imagen completa (esculpida por ambos lados) de 115 centímetros de altura realizada en piedra caliza y policromada. La Virgen aparecía con aspecto juvenil, luciendo un rostro caracterizado por una gran belleza en el que destacaban unas facciones delicadas así como una frente despejada y unos labios pequeños, estando los ojos ligeramente ocultos por los párpados. La cabeza, cubierta por un cabello rizado, se hallaba tapada por un velo sobre el que descansaba una corona. La Virgen figuraba en un claro contrapposto al apoyarse en la pierna derecha y flexionar ligeramente la izquierda, doblando el cuerpo en la dirección opuesta y dotando a la figura de sensación de movimiento. Respecto a los ropajes, estos se difuminaban al adherirse fuertemente al cuerpo, quedando el mismo envuelto en abundantes pliegues, que en el lado derecho se caracterizaban por unas pronunciadas curvaturas arqueadas, mientras que en el lado izquierdo (al igual que en el velo) tomaban la forma de festones ornamentales con caída en cascada. El Niño Jesús se mostraba desnudo y apoyado en el hombro derecho de su madre, mirando hacia la manzana que María sujetaba con la mano derecha y que Jesús tocaba tímidamente con la mano izquierda. El artista dotó al infante de una forma realista, ya que el cabello espeso y rizado constituía una licencia artística en vez de un patrón establecido.
Entre la Virgen y el Niño destacaba un fuerte vínculo, acentuado por el gesto tierno y delicado de María, quien le daba la manzana a Jesús, el cual respondía con un gesto similar, tocando con la mano izquierda tanto la fruta como la mano derecha de su madre. Esta relación de gestos creaba un fuerte acento en la composición, también plasmado en la fluidez de los pliegues de las túnicas, la pose forzada de María y la leve inclinación de las cabezas. La diagonalidad de las posturas, los gestos y las prendas enfatizaban armoniosamente la dinámica compositiva de la escultura. 
La talla, ubicada en un pedestal octogonal, fue instalada sobre una ménsula decorada con una representación de Moisés emergiendo de entre las llamas de una zarza flamígera. Al contrario que la figura de la Madona, el escultor no mostró a Moisés en su totalidad, si bien la obra tampoco constituye un busto, ya que la escultura llega hasta la cadera. El profeta es mostrado como un hombre de edad avanzada, con la cabeza bruscamente inclinada hacia abajo, la frente y las mejillas llenas de arrugas, y el arco de las cejas y las cuencas de los ojos fuertemente marcados en el rostro. En contraste con la imagen de la Virgen y el Niño, la figura de Moisés posee una forma más realista, con estilizadas ondulaciones en el cabello y la barba. Pese a haber sobrevivido a la guerra, la escultura presenta numerosos defectos, principalmente la ausencia de los dedos de ambas manos así como de una de las tablas con el texto del Decálogo.

## Análisis
La Madona de Toruń está considerada como la quintaesencia del estilo artístico predominante en torno a 1400, aunque también se puede apreciar un reflejo del realismo gótico, incluyendo el arte característico de la familia Parler, compuesta por arquitectos, escultores y maestros carpinteros de renombre. La figura mostraba una composición dinámica y fluida, con una belleza idealizada y una sutileza decorativa patente en los abundantes pliegues de las túnicas, destacando a su vez el contrapposto plasmado en la pose de María, el suave modelado del cuerpo de Jesús, las correctas proporciones, el conocimiento de la anatomía y la espacialidad. 
El autor de la figura, cuya identidad se desconoce, ha sido nombrado desde antaño por los historiadores del arte como el Maestro de las bellas Madonas, siendo conocido actualmente como el Maestro de la Bella Madona de Toruń. Su trayectoria, así como su obra, origen e influencia, son objeto de debate desde hace años, aunque fruto de investigaciones recientes se atribuye al Maestro, entre otras, la escultura Cristo en Getsemaní de la Iglesia de San Juan Bautista de Malbork (hoy en la colección del museo del castillo local), estando igualmente asociado a la Piedad de la Iglesia de Santa Bárbara en Cracovia. Sin embargo, los factores que complican la investigación sobre la obra del Maestro de la Bella Madona de Toruń son las similitudes de muchas otras obras en términos de composición, estilo y contenido ideológico, las cuales se encuentran en varios lugares de Europa Central, de ahí el carácter internacional del arte de finales del siglo xiv y principios del xv. La problemática estilística de la obra refleja en gran medida los problemas existentes en relación con los orígenes de las bellas Madonas. Los principales centros que se cree dieron forma a esta corriente artística son República Checa con Praga, Silesia con Breslavia, Francia con París, Austria con Salzburgo y Renania con Colonia. La cultura cortesana y la tendencia parleriana fueron pilares fundamentales de este estilo, caracterizando estas dos tendencias el arte en gran parte de Europa.
Perteneciente al Estado Teutónico, Pomerania Oriental se convirtió en un importante centro artístico alrededor de 1400, siendo Gdansk, Toruń, Elbląg y la capital del estado monástico, Malbork, los puntos más destacados. Varias obras procedentes de Toruń fechadas alrededor de 1400 han llegado hasta nuestros días (incluida una imagen de María Magdalena sostenida por ángeles en la catedral de la ciudad), si bien cada una de ellas posee rasgos propios, independientes de la Madona de Toruń, a excepción de la Virgen de la Esperanza del ayuntamiento de la ciudad, perdida durante la guerra. Los expertos enfatizan el fuerte vínculo existente entre la Madona de Toruń y la Madona de Breslavia, con algunos afirmando que las dos son obra del mismo escultor, aunque también hay otras Madonas que comparten similitudes con la de Toruń, como la Madona de Bonn, la Madona de Sternberg y la Madona de Gdansk (incluida la Piedad de la Iglesia de la Santísima Virgen María). Además de Toruń, los expertos también señalan Praga como el origen de varias Madonas de este tipo, ya que fueron numerosas las imágenes en piedra de la Virgen con el Niño que se crearon en esta ciudad alrededor de 1400, como la Madona de Krumlov (actualmente parte de la colección del Museo de Historia del Arte de Viena), aunque según la mayoría de los historiadores esta escultura no tiene una relación directa con las imágenes de Toruń y Breslavia.

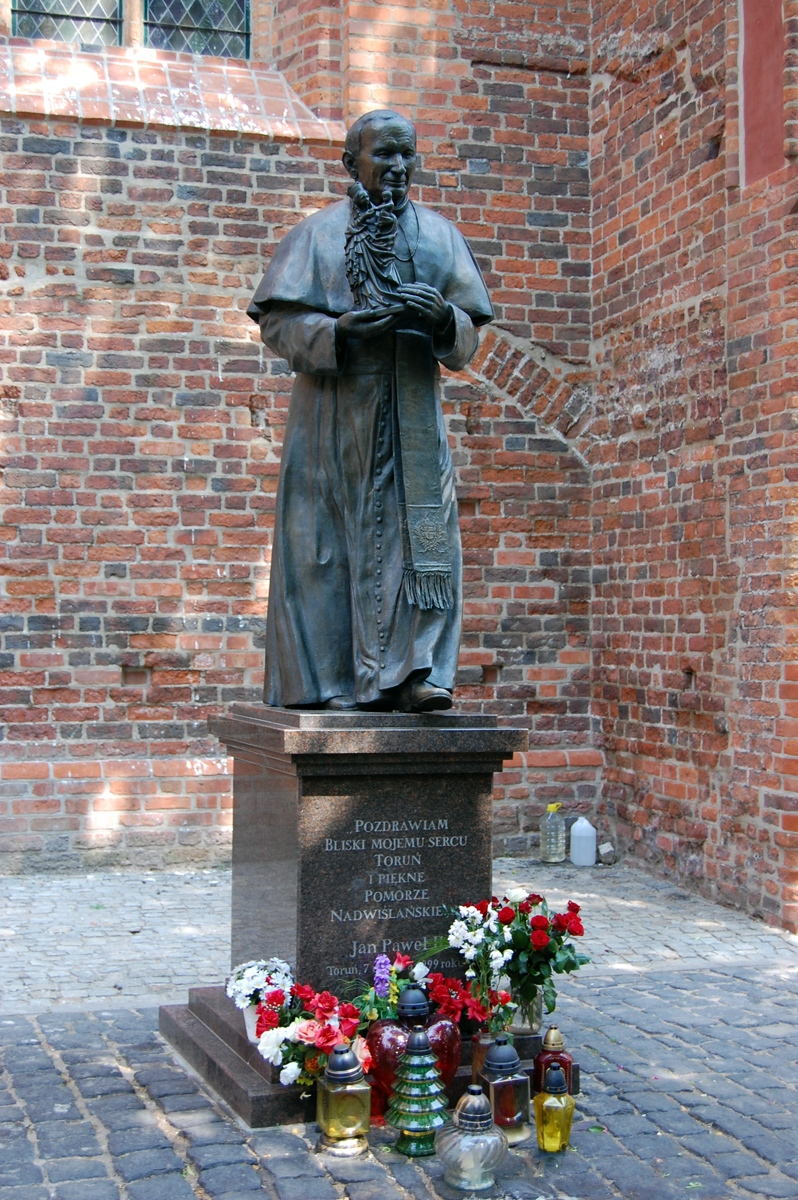
Estatua del papa Juan Pablo II en Toruń, por Radosław Ociepa (2000).

La Madona de Toruń se caracterizaba además por un rico simbolismo y contenido ideológico. En la teología, la extraordinaria belleza de María refleja la belleza espiritual de la Virgen. Debido a la manzana que María entregaba a Cristo, la madre del Salvador se convertía en la Nueva Eva, mientras que Jesús pasaba a ser el Nuevo Adán. Este gesto significaba el perdón de los pecados de la humanidad y del pecado original, surgido por haber probado el fruto del árbol del conocimiento contra la voluntad de Dios. Sumado a lo anterior, el cuerpo expuesto de Jesús no solo reflejaba la humanidad del Salvador, sino que también estaba asociado a la Eucaristía.

## Veneración
El culto a la Madona de Toruń no desapareció tras la pérdida de la imagen original, llegando la misma a convertirse en un icono de la cultura y la conciencia social de la ciudad. Durante el oficio celebrado por el papa Juan Pablo II en el aeropuerto de Toruń como parte del séptimo viaje apostólico por Polonia el 7 de junio de 1999, el sumo pontífice recibió una réplica de menor tamaño de la Madona realizada por Tadeusz Porębski. Como parte del primer aniversario de la visita de Juan Pablo II a la catedral de la ciudad, se inauguró un monumento en honor al papa realizado por Radosław Ociepa, siendo el más antiguo de los cinco monumentos de Juan Pablo II ubicados en Toruń (la estatua muestra al pontífice sujetando entre sus manos una escultura de la Madona). Por su parte, en la Basílica de la decapitación de San Juan Bautista, en Chojnice, se custodia una réplica contemporánea de la escultura.